# (214081) Balavoine
(214081) Balavoine est un astéroïde de la ceinture principale.

## Description
(214081) Balavoine est un astéroïde de la ceinture principale. Il fut découvert par Michel Ory le 17 avril 2004 à Nogales. Il présente une orbite caractérisée par un demi-grand axe de 2,97 UA, une excentricité de 0,124 et une inclinaison de 8,69° par rapport à l'écliptique.
Il fut nommé en hommage au chanteur français Daniel Balavoine, décédé tragiquement dans un accident d'hélicoptère en 1986 en marge d'un Paris-Dakar.

## Compléments